# SdKfz 6
O Sd.Kfz. 6 (Sonderkraftfahrzeug 6) foi um veículo semi-lagarta, utilizado como veículo blindado de transporte de pessoal pelo exército alemão durante a Segunda Guerra Mundial.
Foram produzidas cerca de 750 unidades entre 1934 e 1942, sendo utilizado pela Wehrmacht, SS e Luftwaffe.